# Alstroemeria bahiensis
Alstroemeria bahiensis este o specie de plante monocotiledonate din genul Alstroemeria, familia Alstroemeriaceae, descrisă de Pierfelice Ravenna. Conform Catalogue of Life specia Alstroemeria bahiensis nu are subspecii cunoscute.